# QENS Al Fulk (L141)
Al Fulk (L141) es un muelle de transporte anfibio (LPD) de la Armada de Qatar.

## Desarrollo
El barco fue construido por la firma italiana Fincantieri como una versión ampliada y mejorada de la clase San Giorgio similar al Kalaat Béni Abbès argelino . El barco mide 143 metros (469 pies) de largo y 21,5 metros (71 pies) de ancho.
El Al Fulk tiene una cubierta de vuelo continua con dos puntos de aterrizaje para helicópteros en la proa y la popa. Además de su papel como muelle de transporte anfibio, el Al Fulk también tiene sistema de defensa contra misiles balísticos.

## Construcción
El Al Fulk se ordenó en 2016 y su quilla se colocó en 2021. Su botadura tuvo lugar el 24 de enero de 2023. Sus pruebas en el mar comenzaron en mayo de 2024.